# Parannoul
Parannoul (koreansk: 파란노을, født 2001) er en anonym sydkoreansk shoegaze musiker, som har udgivet musik under en række pseudonymer siden 2017.

## Karriere
Parannoul begyndte sin karriere i 2017, da han under navnet laststar udgav en række instrumentale post-rock album. Der var dog meget begrænset interesse for disse album, og flere af dem er senere blevet taget ned igen.
Det var i 2020, at han begyndte at udgive musik under navnet Parannoul (dansk: 'blå solnedgang') på musiksiden Bandcamp, og genremæssigt bevægede sig mere imod shoegazing. Det lykkedes her at finde succes gennem internetforum som Reddit og Rate Your Music, hvor at der dannede sig en fanbase. Han har udgivet fire album under navnet.
Han har sidenhen også udgivet musik under andre pseudonymer, og har brugt disse pseudomyer til at indikere forskellige genre. Han har udgivet to album som Mydreamfever, hvilke begge stilistisk er mere ambient. Han har også udgivet et album under Herunic, hvilke var et retur to post-rock.